# 太宰孫九
太宰 孫九（だざい まごく、1879年10月8日 - 1942年11月27日）は、日本の政治家。衆議院議員（1期）。伊予鉄道電気（現伊予鉄グループ）6代社長。

## 経歴
愛媛県北宇和郡二名村（三間町を経て現宇和島市）生まれ。第四高等学校で学ぶ。1905年1月に二名村会議員となる。以後、北宇和郡会議員（1911年9月から1915年9月まで）、二名村長（1912年11月から1913年7月まで）を歴任する。
1915年9月の愛媛県会議員選挙に北宇和郡選挙区から、立憲政友会所属で立候補したが次点で落選した。その後、1917年7月の補欠選挙に当選して、同月17日に県会議員となる。1919年の県会議員選挙で再選を果たした。1921年12月9日から1923年9月24日までは第11代副議長も務めた。1923年の県会議員選挙では予想に反して落選した。
1924年の第15回衆議院議員総選挙において愛媛7区から政友本党公認で立候補して当選した。政友本党解党後は立憲民政党に参加した。1928年の第16回衆議院議員総選挙には立候補しなかった。1931年の県会議員選挙に当選して、返り咲きを果たした。しかし、1932年10月21日に議員失格となった。
このほか、所得税調査委員、北宇和郡畜産組合長、同郡農会長等の公職のほか、宇和水力電気専務、宇和島製糸社長、宇和製氷専務、穂積銀行取締役、宇和島材木取締役、伊予鉄道電気（現伊予鉄グループ）社長なども務めた。
長女は俳人の芝不器男と結婚している（芝が婿養子になった）。